# Андрияшевка (Одесская область)
Андрия́шевка (укр. Андріяшівка) — село, относится к Балтскому району Одесской области Украины.
Население по переписи 2001 года составляло 525 человек. Почтовый индекс — 66150. Телефонный код — (4866). Занимает площадь 2,16 км². Код КОАТУУ — 5120681102.

## Местный совет
66150, Одесская обл., Балтский р-н, с. Бендзары